# Космическая программа Литвы
Космическая программа Литвы — государственная программа, проводимая Литвой по освоению космоса. По состоянию на 2018 год в космос запущены три наноспутника.

## История
9 января 2014 года с космодрома НАСА в США, на острове Уоллопс, была запущена ракета-носитель Antares компании Orbital Sciences на которой, среди более тридцати спутников, было два литовских спутника — LituanicaSAT-1 и LitSat-1; после пристыковки КК к Международную космическую станцию (МКС), они были выпущены на околоземную орбиту. 
В октябре 2014 года Литва (последней из стран Балтии) подписала в Париже соглашение о сотрудничестве с ЕКА (членом Европейского космического агентства Литва станет в 2019—2020 гг..)
23 июня 2017 года Литва успешно запустила на околоземную орбиту, на индийской ракете с космодрома Шрихарикота, малый спутник LituanicaSAT-2.

## Проекты
- Спутник LituanicaSAT-1 был создан на факультете физики Вильнюсского университета представителями частного стартапа NanoAvionics[5]. Вес спутника — 1 кг. Запущен в 2014 году сроком на 6 месяцев, на высоту 400 километров. В итоге спутник продержался в космосе более 150 дней[6]. После входа в атмосферу спутник сгорел.

- Спутник LitSat-1 был создан в Каунасском технологическом университете. Вес спутника — 1 кг. Запущен в 2014 году сроком на 6 месяцев, на высоту 400 километров. LitSat-1 просуществовал на орбите около трех месяцев[6] и все это время непрерывно транслировал сигнал лит. Lietuva myli laisvę («Литва любит свободу»). После входа в атмосферу спутник сгорел.

- Спутник LituanicaSAT-2 был создан под руководством Фон Кармановского института гидродинамики (Бельгия). Вес наноспутника — 3 кг. Размер — 30 см. Он также имеет ракетный микродвигатель[4].